# Simeó de Tessalònica
Simeó de Tessalònica (grec antic: Συμεών o Συμεάνης, llatí: Symeon o Simeon) va ser arquebisbe de Tessalònica.
No se sap quasi res de la vida d'aquest personatge, només que va viure a la primera meitat del segle xv i va tenir el càrrec d'arquebisbe durant set anys, fins a la seva mort el setembre del 1429, sis mesos abans de la conquesta otomana de la ciutat per part de Murat II.
Joan Anagnostes diu que la mort d'aquest patriarca va ser molt lamentada, i diu que tant la mort de Simeó com la presa de la ciutat van ser anunciades en un somni.
Va ser l'autor de diverses obre teològiques molt apreciades a l'Església grega, que van ser publicades sota la supervisió del patriarca Dositeu de Jerusalem l'any 1683.